# Джагалдей
Джагалдей — покинутый аул в Шаройском районе Чеченской Республики.

## География
Расположен к северо-западу от районного центра Химой.
Ближайшие населённые пункты и развалины бывших аулов: на северо-западе — бывший аул Хуты-Кажа (Итум-Калинский район), на северо-востоке — село Кенсо, на юге — бывший аул Чехилдой, на юго-западе — село Шикарой, на юго-востоке — бывшие аулы Галикорт Хиндушты, и Джангулдой.